# Fernando de la Fuente de la Fuente
Fernando de la Fuente de la Fuente (Burgos, 16 de diciembre de 1943-Nyamirangwe, 31 de octubre de 1996), fue un  Hermano Marista y misionero español, que fue uno de los cuatro Hermanos Maristas martirizados en el campo de refugiados de Nyamirangwe, Zaire. Junto con los hermanos de su comunidad que fueron asesinados, los Hermanos Miguel Ángel Isla Lucio, Servando Mayor García y Julio Rodríguez Jorge, el Hermano Fernando es conmemorado en los círculos Maristas como uno de los  Mártires de Bugobe.

## Primeros años de vida
Nació el 16 de diciembre de 1943 en Burgos, España, donde viven sus padres Segismundo y Primitiva. Tiene una hermana, María Milagros. Con raíces familiares en la localidad de Moncalvillo.

## Vida religiosa
En septiembre de 1956 entró al seminario menor (Juniorado Hispanoamericano) de los Hermanos Maristas en Valladolid, haciendo su noviciado en Liérganes en 1960, profesando sus primeros votos el 2 de julio de 1962 y continuó su formación en Chile donde desarrolló una importante labor en la educación y la catequesis como profesor y rector en varios colegios Maristas en ese país, entre 1966 y 1995.
Profesor en el Instituto Alonso de Ercilla, entre 1966 y 1968. Profesor en el Instituto Rafael Ariztía de Quillota, en 1969 y 1974; a la vez estudia Pedagogía en Castellano en la Pontificia Universidad Católica de Valparaíso.
Fue profesor en el Instituto O'Higgins en Rancagua, desde 1977 a 1982. Rector y profesor en el Colegio Champagnat de Villa Alemana entre 1982 y 1984. Profesor en el Instituto Alonso de Ercilla, y Superior de la comunidad, entre 1985 y 1987.
Director del Instituto Chacabuco de Los Andes entre 1990 y 1992, donde le correspondió organizar las celebraciones de los 80 años del colegio, el bicentenario de la ciudad y la Canonización de Santa Teresa de Los Andes. También trabajó como formador (1988) y miembro del Consejo de la Provincia chilena.
Antes de partir al Zaire fue rector del Instituto San Fernando, un colegio Marista en la ciudad del mismo nombre, en la VI región de Chile.

### Vida en Zaire
Los Hermanos Maristas habían tenido una gran presencia en el África Centro-Oeste, particularmente en Ruanda, donde habían estado desde 1952.  Sin embargo, con el Genocidio de Ruanda, en agosto de 1994 la Asamblea General y el Consejo distrital de los Hermanos de Ruanda tomaron la decisión de tener una presencia renovada entre los ruandeses para asistirlos en la reconstrucción de la nación. Dentro del país tres comunidades que centraron su misión en las escuelas fueron reabiertas. Seis hermanos formaron una nueva comunidad al servicio de los refugiados fuera del país. En vista de las crecientes dificultades enfrentadas por los refugiados y los mismos Hermanos ruandeses, la comunidad fue reforzada con tres Hermanos no africanos. Pero las tensiones interraciales persistieron, decidiéndose retirar a los Hermanos ruandeses de la comunidad de Bugobe.
Para ayudar en la misión de los Hermanos ruandeses, el Hermano Fernando se ofreció a participar como expresión de solidaridad misionaria. Fue aceptado en diciembre de 1995 para servir a la misión. Después de dos meses en Bélgica, en el Centro para la Formación de Misioneros de habla francófona, el viajó a Zaire, al campo de refugiados de Nyamirangwe (Bugobe), en febrero de 1996.

### Asesinato
Los hermanos fueron asesinados el 31 de octubre de 1996 alrededor de las ocho de la tarde. Fueron asesinados a tiros (otras versiones afirman que fue a machetazos). Los perpetradores del crimen fueron un grupo de milicias del Ejército Patriótico Ruandés / Frente Patriótico Rwandés (EPR/FPR), que asesinaron a Monseñor Christophe Munzihirwa dos días antes y los refugiados de Ruanda y Burundi en el campamento de refugiados Nyamirangwe. Los cuatro cuerpos fueron recuperados el 14 de noviembre y fueron enterrados en la casa del noviciado de los Hermanos en Nyangezi.